# Fabrizio Romano
Fabrizio Romano, född 21 februari 1993 i Neapel, är en italiensk journalist som specialiserar sig på fotbollsövergångar. Han har arbetat för Sky Sport Italy sedan 19 års ålder och har samlat på sig ett stort antal följare på sociala medier, där han på X (tidigare Twitter) har över tio miljoner sådana. Romano är en av de mest betrodda transferspecialisterna i fotbollsvärlden.

## Karriär
Romano föddes den 21 februari 1993 i Neapel. Efter att ha gått på Università Cattolica del Sacro Cuore i Milano började hans karriär som journalist när han var 18 år, efter det att han fick insiderinformation från en italiensk agent i FC Barcelona gällande Mauro Icardi. Sedan han kom till Sky Sport Italy vid 19 års ålder har han skapat och byggt kontakter med klubbar, agenter och mellanhänder över hela Europa. Romano arbetar också som reporter för The Guardian och har flera miljoner följare på sociala medier, särskilt på Twitter och Instagram. Han är baserad i Milano.
Romano är känd för sin berömda slogan "here we go", som han använder när han tillkännager en ny övergångsaffär.

## Privatliv
Romano är supporter till engelska klubben Watford. Han är en polyglott och kan tala engelska, spanska, italienska och portugisiska.